# Pater Familias (Ghost Whisperer)
"Pater Familias" é o 18º e último episódio da terceira temporada de Ghost Whisperer. É o 62º episódio ao todo. Foi ao ar originalmente em 16 de Maio de 2008 na CBS, nos Estados Unidos. Todo o elenco principal aparece no episódio. Este episódio marcou a saída de John Gray da série como produtor executivo, embora ele continuasse a escrever e dirigir episódios para o resto do show.

## Sinopse
Na continuação do episódio anterior, Melinda irrompe no quarto de hotel de Tom Gordon, onde parece que ele tentou tirar a própria vida. Tom é levado para o hospital em estado crítico, mas sobrevive. Melinda, ainda trabalhando sob a suposição de que Paul Eastman está buscando vingança por ter sido erroneamente condenado por assassinato, calcula que Tom havia sido possuído por Paul durante a tentativa de suicídio. No entanto, quando ela confronta Paul e pede para ele deixar Tom sozinho, Paul leva Melinda para seu próprio corpo, que está enterrado na casa em que Melinda cresceu. Isso leva a ainda mais perguntas sobre o envolvimento de Tom com Paul e, enquanto Melinda descasca as camadas de mentiras que Tom lhe contou, ela finalmente aprende a horrível verdade. Acontece que a mãe de Melinda estava loucamente apaixonada e noiva de Paul quando ele foi acusado de assassinato, e foi assim que ela conheceu Tom. Depois que Paul foi condenado, ela explicou a Tom que ela e Paul podiam ver fantasmas, e foi assim que ele encontrou o corpo do menino. Tom, que acaba por ser um sociopata total, prometeu ajudar a tirar Paul da prisão, mas secretamente não fez nada para ajudar Paul para que ele pudesse se aproximar da mãe de Melinda e eventualmente se casar com ela novamente. Quando Paul finalmente escapou e confrontou Tom em sua casa, Tom o matou e o enterrou em seu porão. Acabando com tudo isso, Melinda descobre que Tom nem sequer é pai dela, mas Paul Eastman é. No final, Tom tenta matar Melinda, mas Paul a salva matando Tom. Na última cena, Melinda e sua mãe, Jim, Delia, Ned e o Professor Payne esperam para atravessar a rua e eles percebem que há apenas 5 sombras para os 6 deles, que depois nós aprendemos que é um sinal dos Observadores para a morte de alguém.

## Elenco

### Principal
- Jennifer Love Hewitt como Melinda Gordon
- David Conrad como Jim Clancy
- Camryn Manheim como Delia Banks
- Jay Mohr como Professor Rick Payne

### Convidados
- David Farkas como Tom Gordon jovem[1]
- Haley Alexis Pullos como Melinda jovem[1]
- Kirk B. R. Woller como Dr. Farrington[1]
- Corin Nemec como Homem Mascarado/Paul Eastman[1]
- Anne Archer como Beth Gordon[1]
- Nick Jameson como Sean[1]
- Sarah Jaye como Beth Gordon jovem[1]

### Recorrente
- Afemo Omilami como Arquivista[1]
- Martin Donovan como Tom Gordon[1]
- Christoph Sanders como Ned Banks[1]

## Curiosidades
- A frase em latim "pater familias" refere-se ao chefe de uma família romana. O pater familias era o homem vivo mais velho de uma família e tinha controle total de todos os membros da família.
- Este é o último episódio da série em que Anne Archer aparece como Beth Gordon, a mãe de Melinda.